# Trance
|  | For musikgenren, se Trance (musik). |
Trance er en tilstand af henrykkelse eller ekstase, eller en søvn- eller dvalelignende tilstand. Begrebet benyttes særlig om den søvnlignende tilstand, som shamaner sætter sig i for at opnå kontakt med guder eller ånder, og som spiritistiske medier sætter sig i for at komme i kontakt med afdøde menneskers ånder.
| Religion | Spire Denne religionsartikel er en spire som bør udbygges. Du er velkommen til at hjælpe Wikipedia ved at udvide den. |